# Ajavazi
Ajavazi (tamilski அய்யாவழி, malajalamski അയ്യാവഴി Ayyāvaḻi  ( слушај), „Put učitelja”) henoteističko je verovanje koje vodi poreklo iz Južne Indije. Nekoliko novina, vladinih izveštaja, časopisa, i akademskih istraživača navodi je kao nezavisnu monističku religiju. Međutim, u indijskim popisima stanovništva, većina njenih sledbenika izjašnjava se kao Hindusi. Stoga se ajavazi takođe smatra hinduističkom denominacijom. Zvanično (pravno), ajavazi postoji u hinduizmu kao hinduistička denominacija.
Ajavazi je usredsređen na život i propovedi Aje Vajkundar; njegove ideje i filozofija zasnivaju se na svetim tekstovima Akilatiratu Amanaj i Arul Nul. Stoga je Vajkundar bio puranski avatar Narajane. Ajavazi deli mnoge ideje sa hinduizmom u svojim verovanjima i praksi, ali se znatno razlikuje u svojim konceptima dobra i zla i darme. Ajavazi je klasifikovan kao darmičko verovanje zbog svog centralnog fokusa na darmi.
Ajavazi je prvi put privukao pažnju javnosti u 19. veku kao hinduistička sekta. Vajkundrove aktivnosti i sve veći broj sledbenika izazvali su reformaciju i revoluciju travankorskog i tamilskog društva 19. veka, iznenadivši feudalni društveni sistem Južne Indije. Takođe je pokrenula niz reformskih pokreta, uključujući one Narajana Gurua i Ramalinge Svamigala.
Iako su sledbenici ajavazija zastupljeni širom Indije, oni su prevashodno prisutni u Južnoj Indiji, a posebno su koncentrisani u Tamil Naduu i Kerali. Procenjuje se da broj sledbenika iznosi između 8.000.000 i 10.000.000, mada tačan broj nije poznat, pošto se Ajavazi prijavljuju kao Hindusi tokom popisa.

## Literatura
- T. Krishnanathan (2000), Ayya Vaikundarin Vazhvum Sinthanaiyum, Madurai Kamaraj University, Thinai Publications, Nagercoil.
- C. Paulose (2002), Advaita Philosophy of Brahmasri Chattampi Swamikal, Sree Sankaracharya University of Sanskrit, Ayya Vaikunta Nather Sidhasramam, Pothaiyadi.
- R. Ponnu (2000), Sri Vaikunda Swamigal and Struggle for Social Equality in South India, Madurai Kamaraj University, Ram Publishers, Madurai.
- R. Ponnu (2002), Vaikunda Swamikal Ore Avataram, Ram Publishers, Madurai.
- N. Vivekanandan (2003), Akilathirattu Ammanai Moolamum Uraiyum (Part 1&2), Vivekananda Publications, Nagercoil.
- A. Arisundara Mani (2002), Akilathirattu Ammanai Parayana Urai, Ayya Vaikundar Thirukkudumbam Publications, Nagercoil.
- R. Shunmugam (2001), Nadar Kulathil Narayanar Avataram, Nadar Kuladeepam Publications, Karankadu.
- A. Manibharathi (2003), Akilathirattu Vilakka urai, Thirunamappukazh Publications, Chennai.
- Samuel Mateer (1871), The Land of charity: a descriptive account of Travancore and its people, Asian Educational Services,  81-206-0319-2
- G. Patrick (2003), Religion and Subaltern Agency, Department of Christian Studies, University of Madras, Chennai.
- Akilathirattu ammanai Arappadanool (First grade), Vaikundar Seva Sangam (Organisation), Attoor.
- N. Elango and Vijaya Shanthi Elango (1997), Ayya Vaikuntar – The Light of the World, (Published by the authors).
- V.T. Chellam (2002), Thamizaka Varalarum Panpadum (The History and Culture of Tamil Nadu), Manickavasakar Publications, Chennai.
- N. Vivekanandan (2001), Arul Nool Moolamum Uraiyum, Vivekananda Publications, Nagercoil.
- Thechanathu Thuvaraga pathi, Akilathirattu Akakkorvai, Published by Thechanathu Thuvaraga pathi.
- Madanjeet Singh (2005), The Sasia Story, France,  92-3-103992-X.
- P. Sundaram Swamigal and K. Ponnumani (2000), Ucchippadippu, Ayyavaikunta Nather Sidhasramam, Pothaiyadi.
- P. Sundaram Swamigal and K. Ponnumani (2001), Ayyavaikundanathar Jeevacharithram (Biography of Ayya Vaikunta Nathar), Ayyavaikuntanathar Siddasramam Publications, Pothaiyadi.
- V. Nagam Aiya (1989), The Travancore State Manual, Volume-2, Asian Educational Services,  81-85499-33-0.
- Ward and Conner (1860), Geographical and Statistical Memoir of the Survey of Travancore and Cochin States, Travancore Sircar Press, Trivandrum.
- Ponneelan's, Vaikunta Cuvamiyum Avar Kalamum, Mimeograph note
- Akilattirattu Ammanai (1989), (published by T. Palaramachandran Nadar), 9th impression.
- P. Sarvesvaran, Sri Vaikunda Swamikal – A Forgotten Social Reformer.
- V. T. Ramasupramaniyam (2001), Thirumagal Thamizhagarathi, Thirumagal Nilayam, Chennai.
- N. Amalan (2000), Ayya Vaikundar Punitha Varalaru, Akilam Publications, Swamithoppu.
- Samuel Zecharia (1897), The London Missionary Society in South Travancore 1805–1855, LMS Press, Nagercoil.
- M. S. S. Pandiyan (1992)  Meanings of 'colonialism' and 'nationalism': an essay on Vaikunda Swamy cult, Sage Publications
- Vaikundar Seva Sangam (2002), (An organisation)  Ayya Vaikundar 170th Avathar-Special Edition, Attoor.
- Elango Rajagopal(1984), Vaikatru, TTK Publications, Chennai.
- N. Vivekanandan (1988), Akilathirattu Ammanaiyil Vaikunda Suvami Sampooranathevana?, Vivekananda Pathippakam, Nagercoil.
- M. Ilanchezhiyan (1999), Pandiyarkula Nadrakal Kulamurai Kilathal, Chezhiyar Publications, Virudhunagar.
- A. Sreedhara Menon (1967), A Survey of Kerala History, D.C. Books, Kottayam,  81-264-1578-9
- Pon. T. Dharmarasan (1996), Akilathirattu, Pon Publications, Chennai.
- Dr. M. Immanuel (2007), Kanniyakumari: Aspects and Architects, Historical Research & Publications Trust, Nagercoil,  978-81-901506-2-0
- Sm. Ramasamy (2006), Geomatics in Tsunami, Centre for Remote Sensing, Bharathidasan University, India – Department of Science and Technology, New India Publishing,  81-89422-31-6